# Prokop z Plzně
Prokop z Plzně (latinsky Procopius de Plzna; okolo 1380? – 1457) byl český utrakvistický teolog a třikrát rektorem Univerzity Karlovy.

## Život
Roku 1403 vystudoval na pražské univerzitě bakaláře a v roce 1408 byl titulován mistrem svobodných umění. Byl příznivcem Jana Husa, roku 1410 ke konci července společně s ostatními hájil spisy Jana Viklefa. Sám obhajoval jeho traktát De ydeis. Roku 1420 se Prokop z Plzně řadil mezi umírněné kališníky, jejichž vůdcem byl Jan z Příbrami. 4. července 1421 se Prokop účastnil synody, kde s Jakoubkem ze Stříbra, Janem z Příbrami a Janem Želivským prohlásil čtyři artikuly pražské za výklad utrakvistického učení. Na basilejském koncilu v roce 1433 se stavěl za přijímání podobojí. Po bitvě u Lipan zastával konzervativní pozici příbuznou katolickému vyznání. Roku 1437 obdržel faru u sv. Jindřicha a téhož roku se vydal s českým poselstvem do Basileje. Když se 17. dubna 1437 pokusil zemský správce Zikmund Korybutovič o převrat v Praze, byl zdolán a následně byl uvězněn i Prokop z Plzně. Poslední zmínka o Prokopovi z Plzně pochází z roku 1448, kdy potvrdil nárok Jana Rokycany na jmenování pražským arcibiskupem. Prokop z Plzně zemřel roku 1457.
Prokop z Plzně vykonával funkci děkana artistické fakulty pražské univerzity v letech 1414, 1439 a 1440, v letech 1420–21, 1426, 1443–44 byl též rektorem Univerzity Karlovy.

## Dílo[5]

### Kvestie
- Utrum simpliciter necessario multitudo ydearum prerequiritur ad multitudinem productorum (česky Zda je mnohost idejí nutným předpokladem mnohosti uskutečněných věcí)
- Utrum per scienciam naturalem est demonstrabile primum motorem esse bonum